# Cecilia de Le Bourcq
Cecilia de Le Bourcq (m. después de 1126) fue una terrateniente de Cilicia con el título de señora de Tarso. Fue la hija del conde Hugo I de Rethel y Melisenda de Crécy, la hija de Guido I de Montlhéry. El hermano de Cecilia fue Balduino II de Jerusalén.

## Biografía
Según Fulquerio de Chartres, Balduino concertó el matrimonio de Cecilia con Roger de Salerno, que se celebró en 1113, poco después de que Roger se convirtiera en príncipe regente de Antioquía. Sumado a la unión de Alicia de Antioquía (hija de Balduino) y el príncipe Bohemundo II de Antioquía, las mujeres de la dinastía Rethel se contaban entre las más poderosas de Tierra Santa.
Cecilia recibió concesiones de tierras en Cilicia antes del año 1126, lo que habría facilitado que Beatriz, la hermana de Cecilia, se casara con el príncipe León I de Armenia. Según Rüdt-Collenberg, Cæcilia dominia Tarsi et soror regis Balduini II donó bienes a la iglesia de santa María de Josafat por medio de una carta fechada en 1126, con el beneplácito de Bohemundo II.
A principios del reinado de Bohemundo II, Cecilia poseía un señorío en Cilicia, conocida como la señora de Tarso (seguramente autoproclamada en algún fuero). Fue una importante terrateniente antioquena, y se cree que ayudó a organizar las defensas de Antioquía en 1119, cuando su marido Roger murió durante la batalla de Sarmeda. En la elección del sucesor de Roger, no se tuvo en cuenta a Cecilia como posible regente, y tampoco participó en el proceso.
Cecilia y Roger no tuvieron descendencia. Se desconoce a qué se dedicó tras la muerte de su marido.